# Ramzi Yousef
Ramsi Ahmed Yussef (arabisk: رمزي يوسف Ramzī Yūsuf; født den 27. april 1968) er en pakistansk islamist som blandt andet var indblandet i Bombningen af World Trade Center i 1993 som fandt sted den 26. februar 1993. Yousef stod også bag Bojinka-plottet i 1995 og er nevø af Khalid Sheikh Mohammed. Han har siden november 1997 afsonet en livstidsdom uden mulighed for prøveløsladelse i ADX Florence, Colorado.